# ريتشارد شميت
ريتشارد شميت (بالإنجليزية: Richard Schmidt) هو مدرب كرة سلة أمريكي، ولد في 3 سبتمبر 1942.